# 2010年國際足協世界盃統計數據
以下是2010年世界盃足球賽之統計資料。

## 射手榜
5球（4人）
| 西班牙 · 荷蘭 | 德國 | 烏拉圭 |

4球（3人）
| 阿根廷 | 斯洛伐克 | 德國 |

3球（4人）
| 烏拉圭 · 美國 | 加納 | 巴西 |

2球（14人）
| - 李正秀 | - 李青龍 - 本田圭佑 | 阿根廷 · 墨西哥 · 荷蘭 · 西班牙 |

1球（71人）
| - 朴智星 - 朴主永 | - 志尹南 - | - 列特臣 - 科普内克 - 遠藤保仁 - 岡崎慎司 |

烏龍球
1球（2人）
| - （對 荷蘭） - 朴主永 （對 阿根廷） |

## 統計資料
- 本屆第一球入球： 南非 （ 南非對 墨西哥 ，55'）
- 本届第一个任意球直接得分： 奈及利亞  （ 奈及利亞 对 希腊，16'）
- 本届第一个任意球配合得分：  李正秀（ 对 希腊，7'）
- 本屆第一張黃牌： 墨西哥 （ 南非對 墨西哥 ，18'）
- 本屆第一張紅牌： 乌拉圭 （ 乌拉圭對 法國，55'）
- 本屆第一張直接紅牌：  蒂姆·卡希尔 （ 德国对 ，56'）
- 本屆最快入球： 德国  （ 阿根廷對 德国，2'）
- 本届最迟进球（不含加时赛）:  乌拉圭 阿尔瓦罗·佩雷拉 （ 乌拉圭对 南非 90+5'）
- 本屆第一球十二碼：  （ 塞爾維亞對 ，85'）
- 本届第一個十二碼不進： 德国  （ 德国 对 塞爾維亞）
- 本届第一个乌龙球：  丹麦  （ 荷蘭对 丹麦，46'）
- 單場最大懸殊比數： 葡萄牙勝 ，7:0
- 單場最多總入球： 葡萄牙勝 7:0，合共7球
- 本届第一个梅开二度足球員： 乌拉圭 （ 乌拉圭 对 南非，24', 80')
- 本届第一个帽子戏法足球員： 阿根廷 希古恩（ 阿根廷对  ，33', 76', 80'）
- 本届第一場反败为胜： 希腊胜 奈及利亞（2：1）
- 本屆法定時間內發出最多红黃牌的賽事﹕ 德国對 塞爾維亞 及  智利對 瑞士及 荷蘭對 西班牙決賽，各9張
- 本届第一个小组出线的球队： 荷蘭，於6月19日提前獲得晉級資格
- 本屆第一個小組出局的球隊﹕ 喀麦隆，於6月19日提前出局
- 本届第一个遭球队开除的球员： 法國，因对主教练多梅内克言语不逊，且事后拒绝道歉，被法国国家队开除。
- 於本屆第一次進入世界杯決賽週隊伍： 斯洛伐克
- 相隔最久進入世界杯決賽週隊伍： ，相隔44年
- 世界杯最长连续比赛不失球（加时赛和点球决战不统计入内）的球队： 瑞士 （559'，被 智利终止）
- 世界盃第一支未能晉級淘汰賽的东道主球隊： 南非
- 世界盃首次前屆冠亞軍同時未能晉級淘汰賽： 義大利與 法國
- 本届小组赛全胜球队： 阿根廷（1-0，4-1，2-0）和 荷蘭（2-0，1-0，2-1）
- 本屆小組賽全和球隊： 新西兰（1-1，1-1，0-0）
- 本屆小組賽全敗球隊： 喀麦隆（0-1，1-2，1-2）及 （1-2，0-7，0-3）
- 本届最年长的射手:   墨西哥 （37岁零151天，对 法國）
- 本届最年轻的射手:   德国 （20岁零273天，对 ）

## 判罰爭議
- 6月18日，C组第二轮，美國隊與斯洛文尼亞隊的一场小组赛中，比赛开始10秒左右，美国队8号与斯洛維尼亚队9号在争抢一个高空球纠缠到了一起，美国人争到了这次球權，但兩人落地后柳布尔扬基奇掩面倒地，不停地翻滚，显得非常痛苦。录像显示，在空中争抢头球时，用左胳膊肘肘击了对方，这个动作是可以被红牌罚下场，然而來自的主裁判科曼·库利巴利只是口头警告了[1][2]。比賽中，美國隊上半場落後兩球，下半場接連進攻追回兩球。第85分鐘，替補出場的莫里斯·埃杜（英语：Maurice Edu）踢進一分，裁判科曼·库利巴利卻吹罰無效[3]，當美國隊的中場質問裁判為何無效時，裁判的回答卻是「不告訴你」[4]。比賽結束後，科曼·庫利巴利的判決引起了各國傳媒的質疑[5]，但事後經重播影像證實，莫里斯在起腳的那一霎那，同隊球員已起身越線，類似的案例：八強賽西班牙對上巴拉圭，西班牙隊被吹無效的12碼亦同。

- D組最後一輪分組賽—塞爾維亞對澳洲的賽事中，塞爾維亞必須要賽和方能晉身十六強。然而，戰至80分鐘，塞爾維亞依落後1–2。就在89分鐘，塞爾維亞前鋒维迪奇的射門打中了於禁區中澳洲球員卡希爾的手部，理應判罰点球，然而球證並沒有任何表示。最終，球賽以2-1結束，塞爾維亞因而被淘汰。賽後，塞軍的領隊拉多米尔·安蒂奇表示塞爾維亞遭遇了最黑暗的一天[6]。

- 而在此前的兩場比賽中，澳洲隊同樣遭受了不公正的待遇，其中第一場與德國隊作賽中，核心球員在鏟倒了史魏因斯泰格后被直接紅牌罰下，而慢動作顯示他鏟球時有一個明顯的收腿動作，而且只是用膝蓋部位撞擊了德國隊球員[7][8]；第二場比賽中，在領先加納隊一球的大好形勢下，另外一名核心球員因為禁區內手球而被判罰點球，凯维尔被直接紅牌罰下，賽後多個傳媒表明點球是無可爭議，但根據慢動作顯示，球直接打在他的上臂與肩膀部位中間，並沒有明顯將手伸出去的行為，直接紅牌罰出明顯過於嚴厲[9][10]。

- G组第二轮巴西队对科特迪瓦队的比赛中，法比亚诺在50分钟攻入一球，但慢鏡中看到，法比亚诺有两次用手碰球才進球，但逃过法国主裁判兰诺伊的眼睛。比赛进行到第87分钟，科特迪瓦队凯塔往回走的过程中身体顶了卡卡一下，凯塔随即捂着脸倒地显得很痛苦，卡卡被判黃牌，因單場累計兩張黃牌而紅牌出場。凯塔有明显的表演成分，卡卡在走到球员通道时泪流满面[11]。

- 本屆賽事最矚目的八分之一决赛之一：德國對英格蘭的賽事中，英軍於比賽早段因後防兩次失誤落後1–2。然而戰至38分鐘，英格蘭中場蘭帕德一記遠射中楣，皮球明顯越過白线至少50公分。然而當時球證及旁證均認為皮球並未越過白界，英格兰錯失追平比分的機會，下半時開始后，因為比分落後被迫全線壓上進攻，後防崩潰的情況下被德國兩次反擊再攻進兩球，最後以1–4大败完場。事件震驚全球，包括路透社[12]，法新社以及美聯社[13] 紛紛在頭條撰文抨擊當事球證以及國際足聯對誤判的妥協政策，其中法新社更加用世界杯歷史最嚴重誤判來形容事件，并聲稱皮球以越過門線92公分（接近一米）[14]。正在加拿大召開G20峰會的德國總理默克尔與英國首相卡梅伦共同通過電視收看當天比賽直播，賽後默克爾親自向卡梅倫致歉[15]，國際足協主席塞普·布拉特賽後表示裁判誤判是“人之常情”，對於各方建議的現代科技輔助判罰系統，他亦表示國際足協不會採用任何非人為操控的判罰作賽系統[16]。6月29日，布拉特表示国际足联将会重启引用录像技术“辅助”裁判执法的讨论，还说“国际足联不考虑高科技的球门线技术”的说法完全是“胡说”。并且特地向英格兰队和墨西哥队道歉[17]。該場比賽是驅使國際足協推動門線技術的賽事之一。

- 同样是德國對英格蘭八分之一决赛，德国球员打入了德國的第一个进球，不过有人認為是越位。但根據國際足協的Rules of the Game有關越位的定義，由於當時是開出球門球，攻方球員不受越位條例所限，所以即使身處越位位置觸球也沒有問題，所以还是认定进球有效。

- 阿根廷与墨西哥八分之一决赛，比赛第25分钟，特维斯打入了阿根廷的第一个进球。不过，特维斯的这个进球明显是一个越位，他在越位的位置上接梅西挑传头球破门。尽管墨西哥球员围住裁判理论，但意大利主裁罗塞蒂还是认定进球有效。

- 西班牙与葡萄牙八分之一决赛，這個入球發生在全場比賽第63分鐘，略倫特、伊涅斯塔、哈維禁區前連續配合，哈維腳後跟妙傳大衛·比利亞，在小禁區邊緣的射門被伊德華多撲出，比亞隨即補射入網。西班牙這個入球存在兩大疑問：哈維接應伊涅斯塔的傳球前，曾處在越位位置，存在越位回接的嫌疑；隨後哈維腳後跟傳球，比亞是否處在越位位置，也是一個疑問。當時葡萄牙後衛高漢特勞拖在防線最後，慢鏡頭並未明確顯示他和比亞誰更靠近伊德拉多。 巴西環球電視台賽後將3D影像還原技術應用到了這個進球過程中，在哈維傳球一剎那，比亞超過高漢特勞22公分。這也就意味著比亞的進球為越位球。

- 烏拉圭与荷蘭準决赛，下半場70分鐘，荷蘭在邊路頻頻給予烏拉圭威脅，禁區邊緣嘗試射門，球穿過荷蘭的范佩西後入網，雖然重播顯示范佩西並沒有碰到球，但還是明顯處在越位位置干擾烏拉圭守門員費爾南多·穆斯萊拉的視線（根據越位定義，只要進攻球員身處越位位置並影響比賽則必須交出球權，其中影響比賽並不只是包含觸球），不過助理裁判並未舉旗，史奈德這球擦入側網，讓荷蘭終場以一分險勝烏拉圭。由於此賽事是準決賽，國際足總還要進行討論並要求助理裁判說明。

- 西班牙与荷兰的决赛，上半场中居阶段，荷兰中场在明显不可能碰触皮球的情况下仍然高高踢起，直接踹到西班牙中场沙比·阿朗素的胸口，迪莊的这一恶劣犯规赛后被普遍认为应当直接出示红牌罚下，但主裁判却手下留情，仅仅黄牌警告了迪莊。此外，荷兰队还有数次的恶劣犯规，均被主裁判从轻裁决。赛后荷兰足球名宿告魯夫甚至认为，荷兰队上半场就应当被罚下两人。

- 西班牙与荷兰的决赛，加時下半場階段，荷兰隊前場開出的自由球打在了西班牙球員的人牆上並打出底線，理應判荷兰隊的角球，但主裁判却判了西班牙隊的球門球。結果，西班牙隊在下一次攻勢中由伊涅斯塔取得進球，並以1-0勝出奪冠。隨後荷蘭球員馬菲臣向主裁判投訴時遭到了黃牌警告。

## 球隊總排名
| 排名         | 球隊       | 小組 | 場數 | 勝 | 和 | 負 | 入球 | 失球 | 球差 | 積分 |
| ------------ | ---------- | ---- | ---- | -- | -- | -- | ---- | ---- | ---- | ---- |
| 決賽         |            |      |      |    |    |    |      |      |      |      |
| 1            | 西班牙     | H組  | 7    | 6  | 0  | 1  | 8    | 2    | +6   | 18   |
| 2            | 荷蘭       | E組  | 7    | 6  | 0  | 1  | 12   | 6    | +6   | 18   |
| 季軍戰       |            |      |      |    |    |    |      |      |      |      |
| 3            | 德国       | D組  | 7    | 5  | 0  | 2  | 16   | 5    | +11  | 15   |
| 4            | 乌拉圭     | A組  | 7    | 3  | 2  | 2  | 11   | 8    | +3   | 11   |
| 於八強出局   |            |      |      |    |    |    |      |      |      |      |
| 5            | 阿根廷     | B組  | 5    | 4  | 0  | 1  | 10   | 6    | +4   | 12   |
| 6            | 巴西       | G組  | 5    | 3  | 1  | 1  | 9    | 4    | +5   | 10   |
| 7            |            | D組  | 5    | 2  | 2  | 1  | 5    | 4    | +1   | 8    |
| 8            | 巴拉圭     | F組  | 5    | 1  | 3  | 1  | 3    | 2    | +1   | 6    |
| 於十六強出局 |            |      |      |    |    |    |      |      |      |      |
| 9            | 日本       | E組  | 4    | 2  | 1  | 1  | 4    | 2    | +2   | 7    |
| 10           | 智利       | H組  | 4    | 2  | 0  | 2  | 3    | 5    | -2   | 6    |
| 11           | 葡萄牙     | G組  | 4    | 1  | 2  | 1  | 7    | 1    | +6   | 5    |
| 12           | 美国       | C組  | 4    | 1  | 2  | 1  | 5    | 5    | 0    | 5    |
| 13           | 英格兰     | C組  | 4    | 1  | 2  | 1  | 3    | 5    | -2   | 5    |
| 14           | 墨西哥     | A組  | 4    | 1  | 1  | 2  | 4    | 5    | -1   | 4    |
| 15           |            | B組  | 4    | 1  | 1  | 2  | 6    | 8    | -2   | 4    |
| 16           | 斯洛伐克   | F組  | 4    | 1  | 1  | 2  | 5    | 7    | -2   | 4    |
| 於小組賽出局 |            |      |      |    |    |    |      |      |      |      |
| 17           |            | G組  | 3    | 1  | 1  | 1  | 4    | 3    | +1   | 4    |
| 18           | 斯洛維尼亞 | C組  | 3    | 1  | 1  | 1  | 3    | 3    | 0    | 4    |
| 19           | 瑞士       | H組  | 3    | 1  | 1  | 1  | 1    | 1    | 0    | 4    |
| 20           | 南非       | A組  | 3    | 1  | 1  | 1  | 3    | 5    | -2   | 4    |
| 21           |            | D組  | 3    | 1  | 1  | 1  | 3    | 6    | -3   | 4    |
| 22           | 新西兰     | F組  | 3    | 0  | 3  | 0  | 2    | 2    | 0    | 3    |
| 23           | 塞爾維亞   | D組  | 3    | 1  | 0  | 2  | 2    | 3    | -1   | 3    |
| 24           | 丹麦       | E組  | 3    | 1  | 0  | 2  | 3    | 6    | -3   | 3    |
| 25           | 希腊       | B組  | 3    | 1  | 0  | 2  | 2    | 5    | -3   | 3    |
| 26           | 義大利     | F組  | 3    | 0  | 2  | 1  | 4    | 5    | -1   | 2    |
| 27           | 奈及利亞   | B組  | 3    | 0  | 1  | 2  | 3    | 5    | -2   | 1    |
| 28           | 阿尔及利亚 | C組  | 3    | 0  | 1  | 2  | 0    | 2    | -2   | 1    |
| 29           | 法國       | A組  | 3    | 0  | 1  | 2  | 1    | 4    | -3   | 1    |
| 30           |            | H組  | 3    | 0  | 1  | 2  | 0    | 3    | -3   | 1    |
| 31           | 喀麦隆     | E組  | 3    | 0  | 0  | 3  | 2    | 5    | -3   | 0    |
| 32           |            | G組  | 3    | 0  | 0  | 3  | 1    | 12   | -11  | 0    |

## 外部連結
- 世界盃神射手榜（页面存档备份，存于）
- 世界盃官方網站（页面存档备份，存于）
- 國際足協官方網站（页面存档备份，存于）